# NGC 2512
NGC 2512 es una galaxia espiral barrada (SBb) localizada en la dirección de la constelación de Cáncer. Posee una declinación de +23° 23' 30" y una ascensión recta de 8 horas, 03 minutos y 07,6 segundos.
La galaxia NGC 2512 fue descubierta en 10 de febrero de 1787 por William Herschel.